# Ranigam
Ranigam fou un estat tributari protegit de l'agència de Kathiawar, al prant de Gohelwar, presidència de Bombai, format per un sol poble amb dos propietaris-tributaris; la superfície era de 8 km² i la població el 1881 de 738 habitants. La residència del sobirà, Ranigam, estava situada a uns 10 km al nord-oest de Jesar. Els ingressos s'estimaven en unes 2.556 lliures; l'estat pagava un tribut de 718 rupies (modificat períodicament) al Gaikwar de Baroda.